# René Villiger

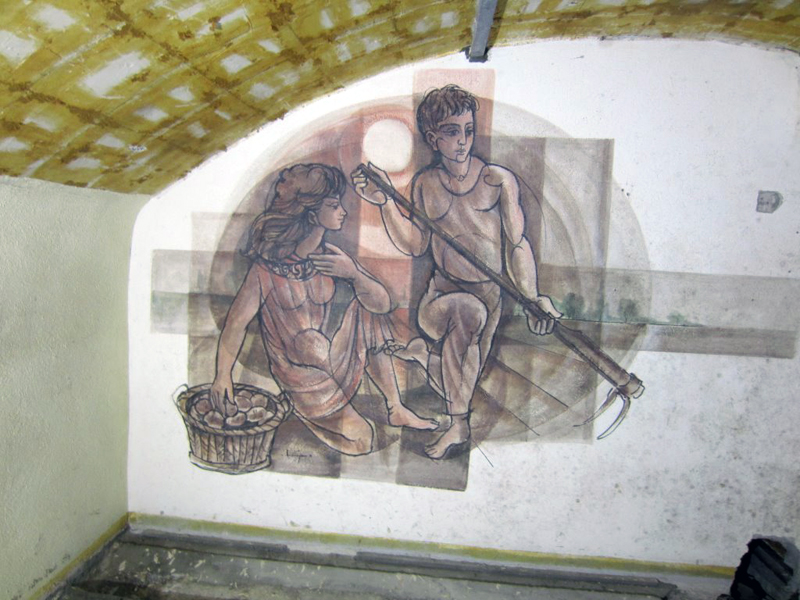
Wandgemälde von René Villiger «Adam und Eva im Aargau» im ehemaligen Kommandoposten der Grenzbrigade 5 in Villnachern

René Villiger (* 6. Februar 1931 in Sins; † 22. Oktober 2010 in Cham) war ein Schweizer Grafiker und Kunstmaler. 

## Leben
René Villiger wurde als drittes Kind von Theodor und Elisabeth Villiger geboren. Die Geschwister waren zwei ältere Brüder, Theo und Marcel. Die ersten Schulklassen absolvierte Villiger in Sins. 1946–1951 bildete er sich an der Kunstgewerbeschule Luzern zum Grafiker aus. Unter seinen Lehrern befanden sich Max von Moos und Werner Andermatt. Es folgten Studienaufenthalte, unter anderem in Rom, Paris und Athen. Ab 1953 führte Villiger ein eigenes Grafik- und Werbebüro. 
1956 heiratete er seine Frau Rita, 1957 wurde der Sohn Beat, 1960 die Tochter Irene geboren. 1974 zogen Villigers in ein Eigenheim in Sins. Villiger wurde am 22. August 2005 als Ehrenbürger von Sins geehrt. Er verstarb am 22. Oktober 2010 im Alter von 79 Jahren in Cham ZG an Krebs.

## Werk
Villiger hatte unter anderem Illustrationen zu Gebrauchstexten geschaffen, darunter die Titelseite eines Schulbuches. Seine Illustrationen im Soldatenbuch haben ihn während des Kalten Krieges bekannt gemacht. Er illustrierte sehr viele Kinderbücher, unter anderem «Alois», das an der Weltbuchausstellung in Leipzig preisgekrönt wurde. Er gestaltete das Millenniums-Los, das ihn mit einer Auflage von 600'000 Stück in der ganzen Schweiz bekannt machte.
Villiger verehrte seinen Lehrer Max von Moos bis zu seinem Tod. Dieser habe ihn gelehrt "das Wesentliche zu sehen" und "die Symbolkraft zu spüren". Prägend in vielen Beziehungen sei auch der Lehrer Werner Andermatt gewesen.
Nebst seiner Tätigkeit als Grafiker widmete sich Villiger der Malerei und der Originalgrafik. Seine Lieblingsmotive waren Gesichter: zerfurchte Gesichter, Clowngesichter – lachend, weinend, nachdenkend. Der Hang zum Surrealen war spürbar. Eine Bildersammlung des Aargauer Künstlers ist im Rekrutierungszentrum Aarau zugänglich.

## Werktitel (Auswahl)
Kerbel, Lebensart, Im Umkreis, Tête à Tête, Blumenstrauss, Ritas Garten, Erinnerung, Mädchen mit Taube, Mädchen mit Kerze, Hirt, Krippenspiel, Lichtzeit, Stillleben mit Buch.

## Illustrationen
- zu: Max Bolliger: Alois – Ein Bilderbuch
- zu: Max Bolliger: Peter der winzige Stern – Kinderbuch
- zu: Max Bolliger: Das Brot der Engel – Kinderbuch
- zu: Neue Schulbibel, Benziger Verlag, Köln 1973, ISBN 3545430448
- zu: Lise Meyer-Camenzind: Spitalliebe